# Côte de Coromandel
Pour les articles homonymes, voir Coromandel.
La côte de Coromandel est une portion du littoral de l'Inde baignée par le golfe du Bengale, dans l'océan Indien. Elle est située sur la frange sud-est de la péninsule indienne, entre le delta du fleuve Krishna au nord et la pointe Calimère au sud, constituant une partie du rivage des États et territoires de l'Andhra Pradesh, de Pondichéry et du Tamil Nadu,,. Son nom provient d'une francisation de Chola mandalam (சோழ மண்டலம் (Sōḻa maṇḍalam) en tamoul, चोलमण्डल (Colamaṇḍala) en sanskrit), c'est-à-dire « Pays des Chola » ou « Domaine des Chola ».

## Géographie
C'est dans l'ensemble une plaine monotone, entrecoupée par les deltas et les estuaires de quelques grands fleuves : le Krishna, la Kaveri, le Pennar, le Palar et le Ponnaiyar, qui prennent leur source dans les hauts plateaux des Ghats occidentaux (monts Sahyadri) pour les deux premiers, et le plateau du Deccan pour les suivants, et se déversent dans le Golfe du Bengale en traversant le Deccan. Les plaines aval de ces fleuves, extrêmement fertiles, sont cultivées depuis la plus haute antiquité. Les deltas des fleuves Krishna et Kaveri sont cultivés de manière intensive.
La côte est également réputée pour ses ports : Masulipatnam, Pulicat (Pazhaverkadu), Madras, Sadras, Pondichéry, Gondelour, Porto Novo (Parangipettai), Tranquebar (Tharangambadi), Karikal, Nagore et Negapatam, qui desservent leurs régions respectives avec les bassins miniers du croissant de Chhattisgarh, de Golkonda et de Kolar. Le relief peu accidenté de la région est favorable à l'expansion urbaine.

## Histoire
Cette côte, bien que fréquentée par les Européens depuis l'époque de l'empire romain, est d'une navigation dangereuse en particulier en période de mousson de l'est, soit d'octobre à décembre. Elle est décrite dans Le Livre de Marco Polo (1298) comme un pays très riche où l'on trouve des perles « très grosses et très  belles ».
Ses ports, pratiquement tous d'origine artificielle — c'est-à-dire sans havre ou rade — n'offrent pas des abris sûrs. Cependant, au cours du premier millénaire de notre ère, elle connaît une grande activité et c'est depuis cette côte que les Tchola ont amorcé leur expansion vers Ceylan, la Malaisie et Java, auxquels est traditionnellement associée la mythique cité portuaire de Kaveri Poompattinam ou Puhâr, l'actuelle localité de Poompuhâr dans le district de Mayavaram. Les Pallavas ont également entretenus des relations commerciales maritimes avec l'Asie du Sud-Est, peut-être depuis le port de Mahâballipuram, dont on n'a pourtant pas retrouvé les installations portuaires.
Ptolémée aurait fait mention dans sa Géographie d'une partie de la côte sous le nom de Paralía Sōringôn (grec ancien : Παραλία Σωριγγῶν ; « Côte des Cholas ») ou de Paralia Sorētôn (grec ancien : Παραλία Σωρητῶν), où se trouve notamment Khabērìs empórion ou Chabērìs empórion (grec ancien : Χαβηρὶς ἐμπόριον) — identifiée à Kaveri Poompattinam —, qu'il situe sur l'estuaire de la Cauvery. De cette ville, l'œuvre littéraire tamoul classique du Silappatikaram raconte la présence d'une importante colonie prospère de Yavana (யவனர் (yavanar) en tamoul, यवन (yavana) en sanskrit), appellation locale des Romains et de tout étranger issu du monde méditerranéen ou du Proche-Orient.  
Les Arabes et les Persans appelaient la côte de Coromandel Shuli mandal, Barr al Ṣūliyān ou Barr al Ṣhūliyān (arabe : بر الصوليان ; « Côte des Cholas »), ou simplement Al Shuliyan (arabe : الصوليان),,. Ils y faisaient également référence avec le nom de Ma'bar (arabe : المعبر), correspondant plus largement à la côte orientale de l'Inde, située au franchissement du Cap Comorin et de l'île de Ceylan. Ibn Battûta désigne les commerçants hindous originaires de cette côte par al-Ṣūlīyun, desquels il affirme leur position prééminente dans le Port de Quilon (Kollam) au XIVe siècle.
Au XVIe siècle, les Portugais prennent pied dans la région avec l'établissement des comptoirs de Pulicat (Paliacate), de Saint-Thomé de Méliapour (São Tomé de Meliapor) et de Negapatam (Negapatão).   
La côte de Coromandel fut le théâtre de rivalités entre puissances européennes pour le contrôle du commerce de l'Inde aux XVIIe et XVIIIe siècles. Les Britanniques s'installent à Fort Saint-George (Madras) et Masulipatnam, les Hollandais à Pulicat (Fort Geldria) et Sadras, les Français à Pondichéry, Karikal et Nizampatnam tandis que les Danois font de Tranquebar leur comptoir. La Compagnie d'Ostende (Pays-Bas méridionaux) disposa également d'un comptoir sur la côte, à Cabelon (l'actuelle Covelong),.  
Au terme de la guerre de Sept Ans, les Britanniques finissent par établir leur suprématie ne laissant à la France que les enclaves de Pondichéry et de Karikal qu'elle conserve jusqu'en 1954. 
De nombreux objets d'origine chinoise, comme des boîtes, des coffres ou des paravents, sont dits couverts de laque de Coromandel,, malgré leur origine plus lointaine, car ces marchandises transitaient par les ports de cette côte.

## Gouverneurs desCoromandel néerlandais
- 1608 - 1610 : Pieter Issack Eyloff
- 1610 - 1612 : Johan van Wesicke
- 1612 - 1615 : Wemmer van Berchem
- 1616 : Hans de Haze
- 1616 - 1617 : Samuel Kint
- 1617 - 1619 : Adolf Thomassen
- 1619 - 1620 : Hans de Haze
- 1620 - 1622 : Andries Soury
- 1622 - 1624 : Abraham van Uffelen
- 1624 - 1626 : Andries Soury
- 1626 - 1632 : Maerten Isbrantszoon
- 1632 : Arent Gardenijs
- 1633 - 1636 : Maerten Isbrantszoon
- 1636 - 1638 : Carel Reyniersz
- 1638 - 1643 : Arent Gardenijs
- 1643 - 1650 : Arnold Heussen
- 1650 - 1651 : Laurens Pit
- 1651 : Jacob de With
- 1652 - 1663 : Laurens Pit
- 1663 - 1665 : Cornelis Speelman
- 1665 - 1676 : Anthonie Paviljoen
- 1676 - 1679 : Jacques Caulier
- 1679 - 1681 : Willem Carel Hartsinck
- 1681 - 1686 : Jacob Joriszoon Pits
- 1686 - 1698 : Laurens Pits de jonge
- 1698 - 1705 : Dirk Coomans
- 1705 - 1710 : Johannes van Steelandt
- 1710 - 1716 : Daniel Bernard Guilliams
- 1716 - 1719 : Adriaan de Visscher
- 1719 - 1723 : Gerard van Westrenen
- 1723 - 1729 : Dirck van Cloon
- 1729 - 1733 : Adriaan Pla
- 1733 - 1737 : Elias Guillot
- 1738 - 1743 : Jacob Mossel
- 1743 - 1747 : Galenus Mersen
- 1747 - 1753 : Librecht Hooreman
- 1753 - 1758 : Steven Vermont
- 1758 - 1761 : Lubbert Jan van Eck
- 1761 - 1765 : Christiaan van Teylingen
- 1765 - 1773 : Pieter Haksteen
- 1773 - 1780 : Reynier van Vlissingen
- 1780 - 1784 : Britse bezetting
- 1784 - 1789 : Willem Blauwkamer
- 1790 - 1795 : Jacob Eilbracht
- 1795 - 1818 : Occupation britannique
- 1818 - 1824 : F.C. Regel
- 1824 - 1825 : Henry Francis von Söhsten

### Filmographie
- Kattumaram, film documentaire de Jean-Luc Chevanne, Laboratoire Images et sons/Cultures et identifications Paris 8, 2003, 2 h (VHS) ; film tourné entre 1979 et 1991